# طرديلن كبير الأزهار
طرديلن كبير الأزهار (الاسم العلمي: Tordylium grandiflorum) هو نوع غير مؤكد من النباتات يتبع جنس الطرديلن من الفصيلة الخيمية.